# Singapore Cup
La Singapore Cup était une course hippique de plat se déroulant au mois de mai sur l'hippodrome de Kranji, à Singapour.
C'est une course de Groupe I réservée aux chevaux de 3 ans et plus, courue sur la distance de 2 000 mètres, piste en gazon. L'édition 2014 est dotée d'une allocation de 3 000 000 S$ (soit environ 2 000 000 €). Créée en 2000 pour l'ouverture de l'hippodrome de Kranji, elle a acquis le statut de groupe 1 en 2002 avant sa suppression du calendrier en 2016.

## Palmarès depuis 2002
| Année | Cheval            | Pays           | Père          | Jockey            | Entraîneur           | Temps         |
| ----- | ----------------- | -------------- | ------------- | ----------------- | -------------------- | ------------- |
| 2015  | Dan Excel         | Irlande        | Shamardal     | Tommy Berry       | John Moore           | 2 min 01 s 52 |
| 2014  | Dan Excel         | Irlande        | Shamardal     | Tommy Berry       | John Moore           | 1 min 59 s 07 |
| 2013  | Military Attack   | Hong Kong      | Oratorio      | Zac Purton        | John Moore           | 1 min 59 s 58 |
| 2012  | Chinchon          | France         | Marju         | Olivier Doleuze   | Carlos Laffon-Parias | 2 min 04 s 43 |
| 2011  | Gitano Hernando   | Royaume-Uni    | Hernando      | Grey Schhofield   | Herman Brown         | 2 min 03 s 93 |
| 2010  | Lizards Desire    | Afrique du Sud | Lizard Island | Kevin Shea        | Mike de Kock         | 2 min 02 s 12 |
| 2009  | Glória de Campeão | Brésil         | Impression    | T. J. Pereira     | Pascal Bary          | 1 min 59 s 20 |
| 2008  | Jay Peg           | Afrique du Sud | Camden Park   | Anton Marcus      | Herman Brown         | 2 min 00 s 90 |
| 2007  | Shadow Gate       | Japon          | White Muzzle  | Katsuharu Tanaka  | Yukihiro Kato        | 2 min 04 s 00 |
| 2006  | Cosmo Bulk        | Japon          | Zagreb        | Fuyuki Igarashi   | Kazunori Tabe        | 2 min 06 s 50 |
| 2005  | Mummify           | Australie      | Jeune         | Danny Nikolic     | Lee Freedman         | 2 min 05 s 00 |
| 2004  | Epalo             | Allemagne      | Lando         | Andrasch Starke   | Andreas Schütz       | 2 min 02 s 60 |
| 2003  | Pas de course     |                |               |                   |                      |               |
| 2002  | Grandera          | Royaume-Uni    | Grand Lodge   | Lanfranco Dettori | Saeed bin Suroor     | 2 min 01 s 30 |